# Fistola artero-venosa
Una fistola artero-venosa o arterovenosa (FAV) è una comunicazione anomala tra un'arteria e una vena. Può essere congenita (presente dalla nascita), creata chirurgicamente come accesso vascolare per l'emodialisi o acquisita in seguito a un processo patologico (erosione della parete vascolare, rottura di aneurismi) o traumatico.

## Cause
- Congenita (anomalia dello sviluppo)
- Rottura di un aneurisma arterioso in una vena adiacente
- Ferite penetranti
- Processi infiammatori di vasi adiacenti
- Creata intenzionalmente (fistole artero-venose come accessi vascolari per emodialisi)
- Iatrogena (complicanza di procedure chirurgiche o mediche invasive come biopsie)

## Fisiopatologia
Quando una fistola arterovenosa coinvolge una grossa arteria come l'aorta addominale, essa può comportare un'importante caduta delle resistenze periferiche. Ciò determina un aumento della gittata cardiaca per mantenere un flusso ematico adeguato ad irrorare i vari organi. In questi casi si osserva una pressione sistolica relativamente normale con una pressione diastolica molto bassa, ovvero un'ampia pressione differenziale.
Normalmente il flusso sanguigno nell'arteria brachiale è compreso fra 85 e 100 millilitri al minuto. Dopo la creazione di una fistola il flusso può aumentare immediatamente fino a 400-500 mL/min, e in un mese può raggiungere, in condizioni ottimali, valori di 700-1000 mL/min. Una fistola brachio-cefalica effettuata a livello del gomito può raggiungere un flusso maggiore rispetto a una fistola radio-cefalica al polso. Sia l'arteria che la vena si dilatano e si allungano in seguito all'aumento del flusso ematico e allo stress di parete, ma la vena si dilata di più e subisce modifiche strutturali, diventando "arterializzata". In uno studio la vena cefalica aumentava di diametro da 2.3 mm a 6.3 mm in 2 mesi. Quando la vena diventa abbastanza ampia da permettere l'incanulamento, la fistola è definita "matura".
Una fistola artero-venosa può incrementare il precarico cardiaco.

## Complicanze
Come gli aneurismi cerebrali, una fistola arterovenosa del distretto cerebrale può rompersi determinando una emorragia subaracnoidea.